# 국제 올림픽 위원회 위원장

## 역할 및 권한
IOC 위원장은 국제올림픽위원회의 회장 격이며, 세계 스포츠계의 대통령이라 불린다. 동•하계 올림픽을 비롯해 패럴림픽, 청소년올림픽 등의 최고 책임자이며, 차기 올림픽 개최지 선정지 발표를 IOC 위원장이 한다. 오늘날 IOC 위원장은 어느 나라에 입국하든 국가원수에 준하는 예우를 받으며, 세계 스포츠뿐만이 아니라 정치적, 외교적으로도 매우 큰 힘을 발휘한다.

## 역대 위원장 목록
다음은 국제 올림픽 위원회(IOC)의 역대 위원장 목록이다.
| 대수 | 이름                   | 사진 | 국가     | 임기      | 비고                                                       |
| ---- | ---------------------- | ---- | -------- | --------- | ---------------------------------------------------------- |
| 1    | 디미트리오스 비켈라스  |      | 그리스   | 1894-1896 | IOC 초대 위원장                                            |
| 2    | 피에르 드 쿠베르탱     |      | 프랑스   | 1896-1925 |                                                            |
| 3    | 앙리 드 바예라투르     |      | 벨기에   | 1925-1942 |                                                            |
| 4    | 시그프리드 에드스트룀  |      | 스웨덴   | 1942-1952 |                                                            |
| 5    | 에이버리 브런디지      |      | 미국     | 1952-1972 | 비유럽국 최초의 IOC 위원장                                 |
| 6    | 마이클 모리스          |      | 아일랜드 | 1972-1980 |                                                            |
| 7    | 후안 안토니오 사마란치 |      | 스페인   | 1980-2001 |                                                            |
| 8    | 자크 로게              |      | 벨기에   | 2001-2013 | 벨기에 출신 두번째 IOC 위원장, 최초의 선수 출신 IOC 위원장 |
| 9    | 토마스 바흐            |      | 독일     | 2013-2025 | (현직)                                                     |
| 10   | 커스티 코번트리        |      | 짐바브웨 | 2025-     | 여성·아프리카 최초의 IOC 위원장 (차기 위원장)              |

## 9대 위원장 선거
- 자크 로게 위원장이 2013년 9월 물러나는 걸 앞두고 2013년 위원장 선거가 치러졌다. 2013년 6월 6일 자정까지 후보 6명(토마스 바흐(독일) IOC 부위원장, 세르미앙 응(싱가포르) IOC 부위원장, 우칭궈(대만) 국제아마추어복싱연맹(AIBA) 회장, 리처드 캐리언(푸에르토리코) IOC 재정위원장, 데니스 오스발트(스위스) 국제조정연맹(FISA) 회장, 세르게이 붑카(우크라이나) 국제육상경기연맹(IAAF) 부회장) 입후보.
- 후보 6명은 2013년 7월 3일과 4일 스위스 로잔에서 열리는 IOC 임시총회에서 선거 공약을 발표했다.
- IOC 위원장 선거는 2013년 9월 10일 아르헨티나의 부에노스아이레스에서 열린 제125차 IOC 총회에서 토마스 바흐 IOC 부위원장이 당선 되었다.
- IOC 위원장 임기는 8년이며, 한 차례에 한해 4년 중임할 수 있다.[1]